# کیت کلمن (بازیکن فوتبال)
کیت کلمن (انگلیسی: Keith Coleman؛ زادهٔ ۲۴ مهٔ ۱۹۵۱) بازیکن فوتبال اهل بریتانیا است.
از باشگاه‌هایی که در آن بازی کرده‌است می‌توان به باشگاه فوتبال وستهام یونایتد و باشگاه فوتبال دارلینگتون اشاره کرد.